# Mozzy
Mozzy, pseudonimo di Timothy Cornell Patterson (Sacramento, 24 giugno 1987), è un rapper e produttore discografico statunitense.
Nel corso della sua carriera ha pubblicato 6 album da solista e svariati album collaborativi, riuscendo a piazzare molti di questi progetti all'interno della Billboard 200. Il suo mixtape Bladadah gli é valso svariati elogi da riviste di rilievo come Rolling Stone e Complex.

## Biografia
Attivo musicalmente dal 2010, in un primo momento sceglie come pseudonimo Lil Tim e pubblica con tale pseudonimo il singolo di debutto U Ain't Really Like That. A partire dal 2011 inizia a pubblicare vari mixtape e album collaborativi da artista indipendente o con etichette minori. Nel 2015 il suo mixtape Bladadah ottiene una certa attenzione mediatica, ricevendo lodi da riviste di rilievo come Rolling Stone e Complex. Nel 2017 firma un contratto con Empire Records e pubblica il suo primo album da solista 1 Up Top Ank, che raggiunge la posizione 68 nella Billboard 200. Nel 2018 pubblica il suo secondo album Gangland Landlord, che raggiunge la posizione 57 nella medesima classifica. Nel contempo continua a pubblicare album collaborativi insieme ad altri rapper.
Negli anni successivi continua a pubblicare vari progetti discografici, ottenendo dei risultati commerciali rilevanti con alcuni di essi: l'album del 2020 Beyond Bulletproof e quello del 2021 Untreated Trauma si posizionano rispettivamente alla numero 43 e alla numero 19 della Billboard 200, mentre l'album collaborativo con YG Kommunity Service si posiziona alla numero 88 e ottiene un'ottima accoglienza da parte della critica.

## Problemi legali
Nel corso della sua vita, Mozzy è stato arrestato 5 volte per reati legati principalmente al possesso di armi: i primi tre arresti sono avvenuti fra 2005 e 2008, mentre i successivi rispettivamente nel 2014 e nel 2018. Dal 2014 al 2017 non ha potuto lasciare lo stato della California perché sottoposto a libertà vigilata.

## Discografia

### Album in studio
- 2017 – 1 Up Top Ahk
- 2018 – Gangland Landlord
- 2019 – Internal Affairs
- 2020 – Beyond Bulletproof
- 2020 – Occupational Hazard
- 2021 – Untreated Trauma
- 2022 – Survivor's Guilt
- 2024 – Children of the Slums

### Album collaborativi
- 2012 – Dope Money (con J-Roq)
- 2016 – Earthquakes and Murder Rates (con Dutch Santana)
- 2016 – Extracurricular Activities (con Stevie Joe)
- 2016 – Fraternal Twins (con E Mozzy)
- 2016 – Mob Ties (con Red-Dot)
- 2016 – Promise Not to Fumble (con Troublez)
- 2016 – Gang Related Siblings (con June)
- 2016 – Political Ties (con Philthy Rich)
- 2016 – Fraternal Twins 2 (con E Mozzy)
- 2016 – Tapped In (con Trae tha Truth)
- 2017 – Can't Fake the Real (con Blac Youngsta, Hosted by DaBoyDame)
- 2017 – Dreadlocks & Headshots (con Gunplay)
- 2017 – Money Makkin Murder (con Lit Soxx)
- 2017 – Legendary Gangland (con Yhung T.O.)
- 2017 – Hell Made (con Yowda)
- 2018 – Run It Up Activities (con Kae One)
- 2019 – Slimey Individualz (con Berner)
- 2019 – Chop Stixx & Banana Clips (con Gunplay)
- 2019 – Blood Cuzzins (con Tsu Surf)
- 2021 – Kommunity Service (con YG)
- 2021 – Bloody Waters (con Lil Blood)

### Mixtape ed EP
- 2011 - Izizzel Izzy Izie Izim
- 2011 - Money Means Mozzy
- 2011 - Money Makin Mozzy
- 2011 - Dope Fiend Tryna Get His Corsica Back
- 2013 - The Tonite Show with Mozzy (Ospitato da DJ Fresh)
- 2014 - Goonbody Embodiment
- 2014 - Next Body On You
- 2014 - Next Body On You Part 2
- 2015 - Gangland Landscape
- 2015 - Bladadah
- 2015 - Yellow Tape Activities
- 2015 - Down to the Wire: 4th Ave Edition
- 2016 - Hexa Hella Extra Headshots 2
- 2016 - Beautiful Struggle
- 2016 - Mandatory Check
- 2016 - Lil Timothy n' Thingz
- 2016 - 1 Up Top Finna Drop (EP)
- 2017 - Fake Famous
- 2018 - Spiritual Conversations (EP)
- 2023 - Kollect Kall (EP)